# Castelli di Cannero
Les Castelli di Cannero sont trois îlots rocheux du lac Majeur dans le Nord de l'Italie. Ils sont situés au large de la côte de Cannero Riviera et ils font administrativement partie de la commune de Cannobio. Ils sont connus sous le nom de castelli qui signifie « châteaux » en italien parce que deux d'entre eux comprennent des ruines d'anciennes fortifications.

## Histoire

### Castello della Malpaga
Le premier château installé sur les îlots est connu sous le nom de Castello della Malpaga et remonte au XIème et XIIème siècle. Il est ensuite utilisé par les frères Mazzardi, originaires de Ronco, au début du XVème siècle. Profitant de la faiblesse du Duché de Milan, ils prennent possession de Cannobio (incluant Carmine di Cannobio et Traffiume (it)) en 1403 et 1404 et y font régner la terreur. Ils utilisent le château comme base arrière pour piller les villages de la côte exigeant des habitants des privilèges qui reviennent normalement aux seigneurs féodaux. En 1414, Philippe Marie Visconti envoie une armée de 500 hommes qui assiègent le fort qui succombe et sera détruit. Il n'en reste d'ailleurs aucune trace.

### Rocca Vitaliana
En 1441, le fief de Cannobio et les îles de Cannero passent des Visconti aux mains de la famille Borromeo qui y construit une forteresse défensive encore visible de nos jours,.
La construction se déroule de 1519 à 1521 sous la conduite de Ludovico Borromeo qui la nomme Rocca Vitaliana en l'honneur de son ancêtre, Vitaliano Borromeo. Cette forteresse était elle-même construite sur les ruines de l'ancien château.
La forteresse avait pour but de défendre la rive nord du Lac Majeur des interventions venues de Suisse après la perte du canton du Tessin par le Duché de Milan.
A la fin des combats, la forteresse est habitée par un prêtre qui y aurait caché un trésor puis par des agriculteurs qui y élèvent des lapins et cultivent des agrumes.
Au XVIIIème siècle, le château est abandonné et tombe progressivement en ruine. Il sera occupé successivement par des soldats ou encore des pêcheurs.
En 1815, Caroline, Princesse de Galles et séparée du futur Georges IV envisage de s'installer dans la forteresse avant de lui préférer le château d'Isola Bella.
En 1843, le peintre britannique William Turner immortalise les Castelli di Cannero sur une aquarelle.
En 1848, Garibaldi y trouve refuge après la Bataille de Luino (it) en rentrant dans le Piémont après sa défaite face aux Autrichiens.
En 1879, la reine Victoria, en vacances sur le Lac majeur, définit le lieu comme un "étrange ancien château en ruines" en notant le charme des tours et des murailles délabrées.
Au XXème siècle, une statue de la vierge sculptée par Giannino Castiglioni est placée sur l'île ouest (la plus petite),.

### Ouverture au public
Après des années de travaux, les Castelli di Cannero ouvrent leurs portes au public. Inaugurés le 12 juin 2025, les premiers touristes les visitent le 28 juin 2025. Le projet de restauration, initié par Vitaliano XI Borromeo, remonte à 2011 et a demandé un investissement de 15 millions d'euros cofinancés entre le secteur public et l'Intesa San Paolo.
Les Castelli di Cannero font partie des musées des "Terre Borromeo" avec la Rocca d'Angera (it), les Îles Borromées sur le Lac Majeur, la Villa Pallavicino de Stresa et le Parco del Mottarone.

## Légendes
On raconte que les frères Mazzardi ont jeté leurs trésors dans le lac plutôt que de devoir les remettre à Philippe Marie Visconti. Ils auraient d'ailleurs été jetés à leur tour dans le lac, une pierre accrochée autour du cou. Les jours de brume, on pourrait apercevoir un voilier fantôme à la recherche du trésor enfoui.

Au début des années 1930, un monstre aurait été vu aux alentours du château provoquant l'émoi autour du lac.

### Personnes clés
- Philippe Marie Visconti
- La Famille Borromée

### Autres sites de la famille Borromée
- Rocca d'Angera (it)
- Îles Borromées
- Villa Pallavicino
- Parco del Mottarone

### Autres
- Lac Majeur
- Cannero Riviera
- Cannobio